# NGC 163
NGC 163 là một thiên hà hình elip trong chòm sao Kình Ngư. Nó được phát hiện bởi William Herschel từ năm 1890. Nó đã được tìm thấy trong một vật thể mờ nhưng khi nhìn thấy bằng kính viễn vọng quang học là một thiên hà hình elip có phạm vi lên tới 13 độ.